# Teodora Ginés
Teodora Ginés, född 1530, död 1598, var en spansk kompositör.
Hon var slav i Dominikanska republiken, som då var en spansk koloni, men frigavs och bosatte sig sedan på den spanska kolonin Kuba, där hon blev aktiv som sångare i katedralen i Santiago. Hon anges som skaparen av "Son de la Má Teodora" (circa 1562), som beskrivs som den första på Kuba. 